# TJ Svitavy

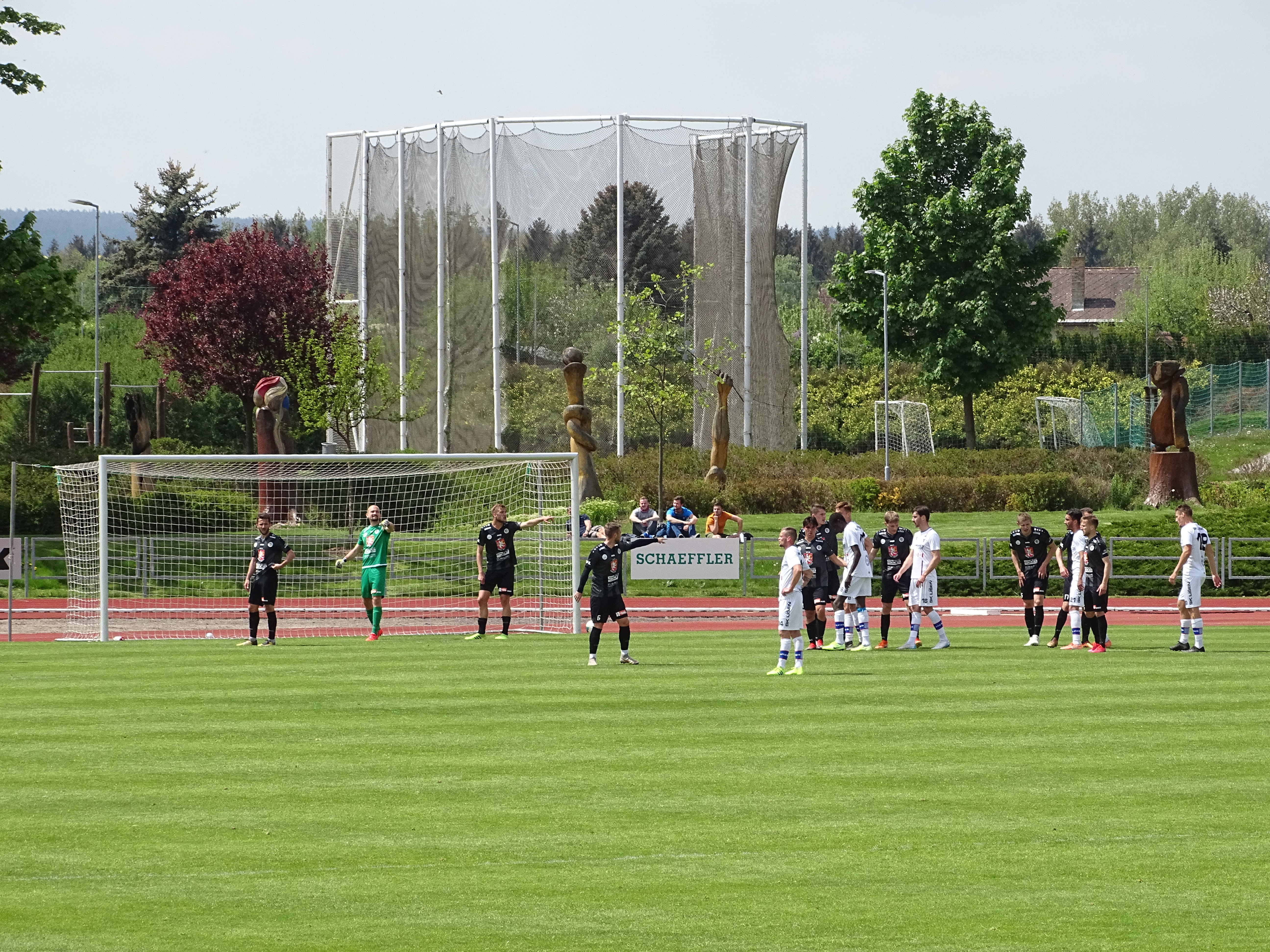
Fotbalové hřiště ve Svitavách

TJ Svitavy je český fotbalový klub ze Svitav, který byl založen roku 1935. První poválečná sezona, do které zasáhl, byla 1946/47. Od sezony 2014/15 hraje Přebor Pardubického kraje (5. nejvyšší soutěž). Klubovými barvami jsou modrá a bílá.

## Největší úspěchy
- Juniorská kategorie – V roce 1950 se dorostenci Sokola Svitavy stali moravskými přeborníky. V závěrečném turnaji o přeborníka republiky skončili na 3. místě za Sokolem NV Bratislava, Sokolem Dejvice a před Sokolem Karlovy Vary.[3]
- Seniorská kategorie – V sezoně 1999/00 se umístil na druhém místě Divize D, což je největší úspěch v novodobé historii klubu.

## Stručná historie klubu a stadionu
Zdroje: 

### Začátky kopané ve Svitavách
1. května 1926 sehrál fotbalový tým Sp.C. Wien - Ost ve Svitavách fotbalové utkání proti týmu Sp. C. Zwittau.
Začátky kopané ve Svitavách jsou spjaty s klubem německé většiny obyvatel města Deutscher Sportverein Zwittau (založen 1928).
Fotbalové družstvo tvořili následující hráči: Karl Klima (brankář), bratři Felklovi, Otto Heinisch, Otto Kuntscher, Jaschke, Weiss, Oskar Schulz, Ferry Pongraz, Krotzmann, Jokesch, Reimer. Vedoucím týmu byl Wilhelm Schornstein.
V létě 1929 bylo po rozsáhlé přestavbě otevřeno nové městské koupaliště, dnešní Rosnička, na rybníku Stauteich. Pod nově nasypanou hrází rybníka směrem k dnešní Pražské ulici vybudoval klub DSV Zwittau nový fotbalový stadion, kde hrála i slavná SK Admira Vídeň.

### 30. léta 20. století
V září 1930 bylo slavnostně otevřeno nové na 200 metrů dlouhé sportovní a fotbalové hřiště při Střelnici. Hřiště bylo spravováno německým sportovním spolkem (Sportverein).
První organizovaný klub českojazyčné menšiny vznikl roku 1933 pod názvem ČSK Svitavy, jiné zdroje přisuzují tento primát DSK Svitavy (založen 1935). V průběhu druhé světové války činnost klubu ustala.

### 40. léta 20. století
Ke vzkříšení však došlo ihned po osvobození v roce 1945, kdy zbytek starousedlíků doplněný vojáky z místní posádky vytvořil mužstvo s názvem ČSK Svitavy.
V neděli 18. srpna 1946 byl stavitel Jiří Rozsívka ze Svitav zvolen předsedou Českého sportovního klubu (ČSK) na ustavující valné hromadě, prvním místopředsedou se stal Josef Lukeš. Téhož dne v odpoledních hodinách sehrál klub ČSK Svitavy svůj první mistrovský zápas, ve kterém porazil mužstvo SK Viktoria Protivanov výsledkem 6:2. Góly za Svitavské vsítili Janko (2), Anderle (2), Sedláček a Kučera.
V neděli 1. června 1947 v odpoledních hodinách vystoupilo na sportovním hřišti žactvo téměř všech svitavských škol v rámci Tělovýchovných her školní mládeže.
V pátek 1. dubna 1949 byly vytvořeny Komunální podniky ve Svitavách.

### 50. léta 20. století
V padesátých letech došlo ke tříštění činnosti vlivem tzv. dobrovolných sportovních organisací (DSO), takto byla roku 1951 vytvořena rezortní mužstva Spartak TOS, Jiskra a Slavoj. Z drobných provozoven byl vytvořen Sdružený komunální podnik, Stavební komunální podnik, Bytový komunální podnik a Služby města Svitav. Během téhož roku převzal péči o zahradnickou výzdobu města od podniku komunálního zahradnictví svitavský Spolek zahrádkářů. Funkci převzal po Okrašlovacím spolku, který byl zrušen komunisty po únoru 1948.
Na škvárovém hřišti U tabačky, na kterém v roce 1950 svitavský dorost dosáhl svých největších úspěchů, se hrálo do roku 1958. V 50. letech se započalo s budováním Stadionu Míru na Leninově ulici (dobový název současného Svitavského stadionu). V červenci 1958 proběhlo slavnostní otevření nového hřiště utkáním Jiskry Svitavy se Spartakem Motorpal Jihlava. Stadion však ještě neměl tribunu – byla otevřena až roku 1970 – jen podél jedné strany byly vybudovány sedačky pro 700 diváků. Na konci 50. let došlo sjednocením dvou největších svitavských tělovýchovných jednot – Spartaku a Jiskry – ke vzniku Tělovýchovné jednoty Svitavy.

### 60. léta 20. století
Roku 1960 vznikl nový sportovní oddíl TJ Slavoj Svitavy-Lány.
V neděli 1. května 1966 okresní fotbalová jedenáctka (reprezentace okresu) sehrála své první přátelské utkání ve Svitavách na stadionu Míru proti A-mužstvu TJ Svitavy, které vyhrálo 3:0. Tři hráči svitavského A-mužstva (Rejman, Švec a Konejl) byli vybráni do reprezentace kraje na turnaj do NDR.
V květnu 1967 se na stadionu Míru uskutečnil I. ročník fotbalového turnaje dívčích jedenáctek o Putovní pohár MV ČSM Svitavy (družstva Vigona Svitavy, Střední zdravotnická škola Svitavy, Pedagogická škola Litomyšl, Technolen Svitavy, Střední ekonomická škola Svitavy a Střední všeobecně vzdělávací škola Svitavy). Ve finále zvítězila děvčata SVVŠ Svitavy (dnes Gymnázium Svitavy) nad Střední zdravotnickou školou Svitavy 1:0. V tomtéž měsíci se na stadionu konalo rovněž utkání fotbalových jedenáctek příznivců klubů Slavie a Sparty, v němž ctitelé Slavie zvítězili 4:1. Výtěžek utkání, jemuž přihlíželo 400 diváků, byl věnován TJ Svitavy na zakoupení vybavení pro žáky a dorostence.
V únoru 1968 oddíl kopané Svitavy ve spolupráci s OV ČSTV uspořádal I. ročník zimního turnaje O pohár Vítězného února, který měl do budoucna navázat na dříve tradiční zimní turnaj O putovní pohár Nového Svitavska. Zvítězili fotbalisté TJ Slavoj Svitavy-Lány „A“, když ve finále porazili Slovan Moravská Třebová 3:2. 9. května téhož roku (v rámci oslav 23. výročí osvobození Československa Sovětskou armádou) uspořádala TJ Svitavy Sportovní den, který vyvrcholil utkáním fotbalových týmů TJ Svitavy „A“ a jedenáctky bývalých internacionálů Slavie Praha. Klání, které skončilo vítězstvím internacionálů Slávie v poměru 5:1, sledovalo na stadionu Míru na 2 000 diváků. Za Slavii nastoupili mimo jiné i legendární Plánička, Bican, Fr. Veselý nejst. a Ženíšek.

### 70. léta 20. století

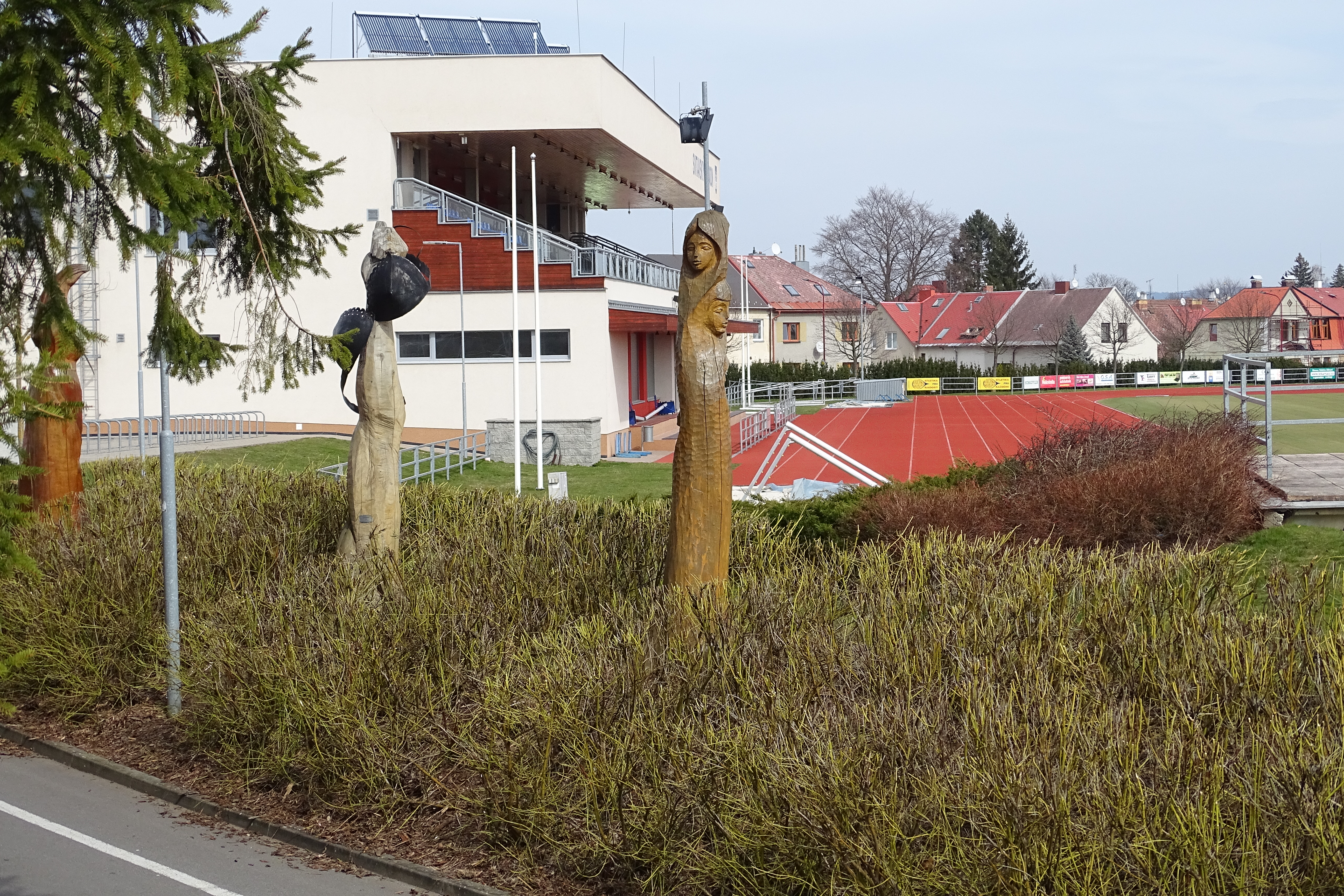
Svitavský stadion s tribunou a uměleckými dřevořezbami

V roce 1970 byla u příležitosti konání okresních tělovýchovných slavností otevřena krytá tribuna.

### 80. léta 20. století
Ve středu 14. května 1986 se na stadionu Míru hrálo finálové utkání Českého poháru mezi Spartou Praha a Duklou Praha. Před 7 500 diváky vyhrála Sparta 4:2.

### 90. léta 20. století
V sobotu 2. června 1990 zvítězili fotbalisté TJ Svitavy v krajském finále Českého poháru nad VTJ Hradec Králové 2:1.
Vzhledem k reorganizaci nižších soutěží po sezoně 1990/91 (konec krajů → návrat žup) se vrátil od sezony 1991/92 do moravských soutěží.
V pátek 19. února 1999 oddíl TJ Svitavy vyhlásil výsledky ankety O nejlepšího hráče fotbalu ve Svitavách za posledních padesát let. Vítězem se stal Jaroslav Vojta před Richardem Juklem a Jiřím Valtou ml.

### Ve 21. století
Vlivem další reorganizace nižších soutěží (konec žup → návrat krajů) od sezony 2002/03 působí v českých soutěžích. V sobotu 1. října 2005 bylo v areálu Gymnázia ve Svitavách otevřeno fotbalové minihřiště s umělou trávou a osvětlením. Od září 2011 se hraje na Svitavském stadionu (předtím Stadion TJ Svitavy).

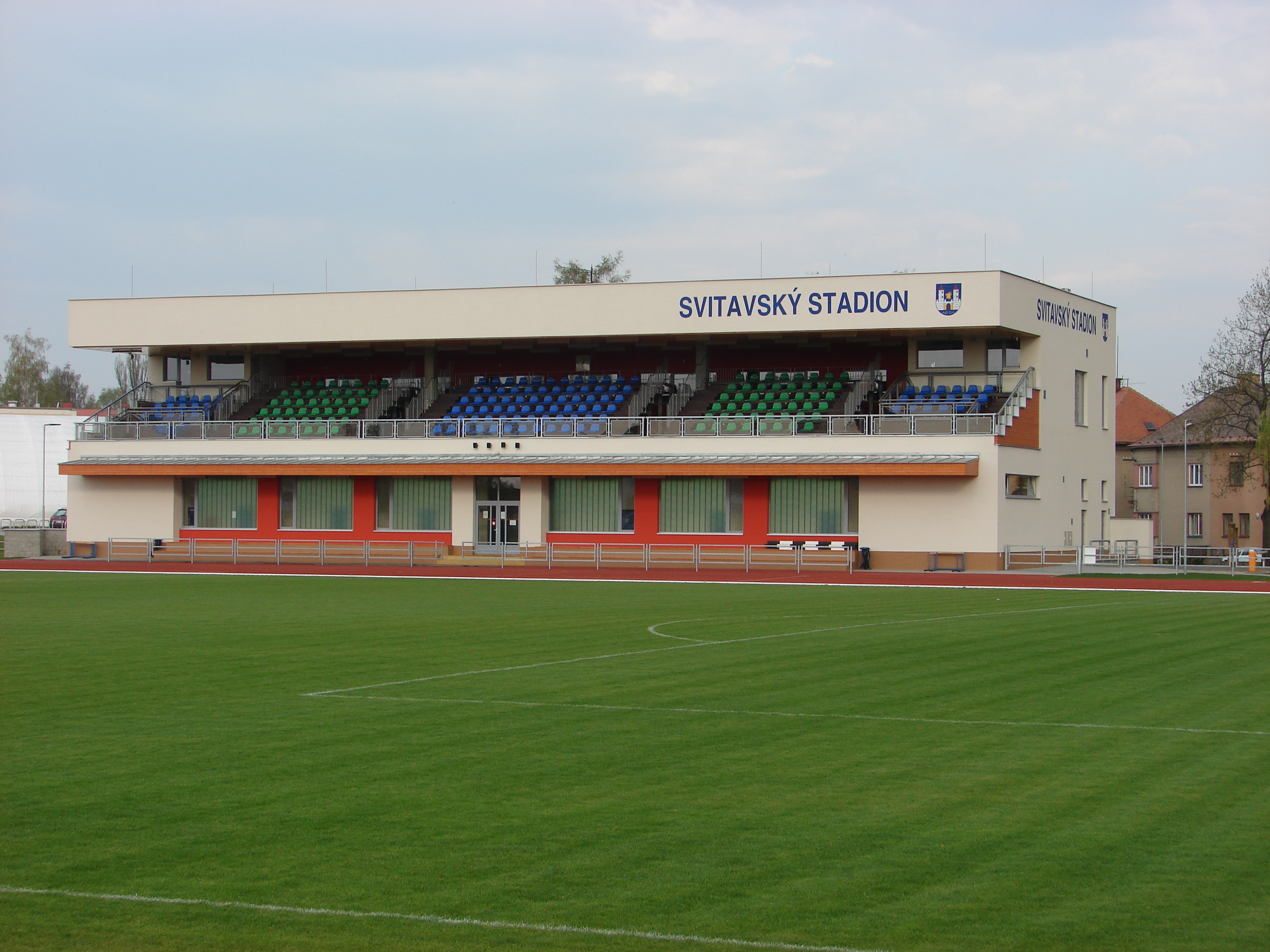
Tribuna na stadionu ve Svitavách

Trenérsky zde působili např. Martin Pulpit a Vítězslav Rejmon.

## Vývoj názvů
Zdroje: 
- 1935 – DSK Svitavy (Dělnický sportovní klub Svitavy)
- 1938 – přerušil činnost
- 1946 – obnovil činnost jako ČSK Svitavy (Český sportovní klub Svitavy)
- 1948 – JTO Sokol Svitavy (Jednotná tělovýchovná organisace Sokol Svitavy)
- 1951 – vznik Komunálních podniků ve Svitavách a 3 klubů
- 1959 – TJ Svitavy (Tělovýchovná jednota Svitavy) – sloučen s DSO Jiskra Svitavy, DSO Spartak TOS Svitavy a DSO Slavoj Svitavy

## Umístění v jednotlivých sezonách
Legenda: Z – zápasy, V – výhry, R – remízy, P – porážky, VG – vstřelené góly, OG – obdržené góly, +/− – rozdíl skóre, B – body, červené podbarvení – sestup, zelené podbarvení – postup, fialové podbarvení – reorganizace, změna skupiny či soutěže
| Československo (1946 – 1993) |                                               |        |    |    |       |    |     |    |      |    |        |
| Sezóny                       | Liga                                          | Úroveň | Z  | V  | R     | P  | VG  | OG | +/−  | B  | Pozice |
| 1946/47                      | II. třída ZMŽF – ?. okrsek                    | 5      | 18 | 17 | 1     | 0  | 133 | 27 | +106 | 35 | 1.     |
| 1947/48                      | I. B třída ZMŽF – sk. ?                       | 4      |    | …  | …     | …  | …   | …  | …    |    |        |
| …                            |                                               |        |    |    |       |    |     |    |      |    |        |
| 1965/66                      | Východočeský oblastní přebor                  | 4      | 22 | 8  | 4     | 10 | 35  | 43 | −8   | 20 | 8.     |
| 1966/67                      | Východočeský oblastní přebor                  | 4      | 22 | 5  | 7     | 10 | 30  | 38 | −8   | 17 | 10.    |
| 1967/68                      | Východočeský oblastní přebor                  | 4      | 22 | 5  | 4     | 13 | 20  | 48 | −28  | 14 | 12.    |
| …                            |                                               |        |    |    |       |    |     |    |      |    |        |
| 1970/71                      | Východočeský oblastní přebor                  | 5      | 26 | 6  | 5     | 15 | 27  | 44 | −17  | 17 | 13.    |
| …                            |                                               |        |    |    |       |    |     |    |      |    |        |
| 1981/82                      | I. B třída Východočeského kraje – sk. Orlicko | 7      | 26 | 18 | 1     | 7  | 74  | 31 | +43  | 37 | 1.     |
| 1982/83                      | I. A třída Východočeského kraje – sk. Jih     | 6      | 26 | 13 | 4     | 9  | 54  | 36 | +18  | 30 | 5.     |
| 1983/84                      | Východočeský krajský přebor                   | 5      | 22 | 9  | 2     | 11 | 22  | 32 | −10  | 20 | 8.     |
| 1984/85                      | Východočeský krajský přebor                   | 5      | 26 | 12 | 5     | 9  | 46  | 38 | +8   | 29 | 2.     |
| 1985/86                      | Východočeský krajský přebor                   | 5      | 26 | 11 | 8     | 7  | 43  | 34 | +9   | 30 | 6.     |
| 1986/87                      | Východočeský krajský přebor                   | 5      | 26 | 14 | 6     | 6  | 43  | 28 | +15  | 34 | 2.     |
| 1987/88                      | Východočeský krajský přebor                   | 5      | 26 | 9  | 6     | 11 | 33  | 34 | −1   | 24 | 9.     |
| 1988/89                      | Východočeský krajský přebor                   | 5      | 26 | 8  | 9     | 9  | 32  | 47 | −15  | 25 | 8.     |
| 1989/90                      | Východočeský krajský přebor                   | 5      | 30 | 13 | 5     | 12 | 46  | 40 | +6   | 31 | 9.     |
| 1990/91                      | Východočeský krajský přebor                   | 5      | 30 | 15 | 9     | 7  | 42  | 40 | +2   | 39 | 3.     |
| 1991/92                      | Divize D                                      | 4      | 30 | 14 | 7     | 9  | 40  | 35 | +5   | 35 | 4.     |
| 1992/93                      | Divize D                                      | 4      | 30 | 12 | 4     | 14 | 41  | 42 | −1   | 28 | 11.    |
| Česko (1993 – )              |                                               |        |    |    |       |    |     |    |      |    |        |
| Sezóna                       | Liga                                          | Úroveň | Z  | V  | R     | P  | VG  | OG | +/−  | B  | Pozice |
| 1993/94                      | Divize D                                      | 4      | 30 | 12 | 5     | 13 | 35  | 49 | −14  | 29 | 8.     |
| 1994/95                      | Divize D                                      | 4      | 30 | 11 | 4     | 15 | 34  | 51 | −17  | 37 | 14.    |
| 1995/96                      | Divize D                                      | 4      | 30 | 10 | 8     | 12 | 29  | 35 | −6   | 38 | 9.     |
| 1996/97                      | Divize D                                      | 4      | 30 | 10 | 7     | 13 | 29  | 37 | −8   | 37 | 9.     |
| 1997/98                      | Divize D                                      | 4      | 30 | 8  | 10    | 12 | 31  | 43 | −12  | 34 | 13.    |
| 1998/99                      | Divize D                                      | 4      | 30 | 13 | 5     | 12 | 40  | 39 | +1   | 44 | 5.     |
| 1999/00                      | Divize D                                      | 4      | 30 | 15 | 10    | 5  | 42  | 25 | +17  | 55 | 2.     |
| 2000/01                      | Divize D                                      | 4      | 30 | 9  | 7     | 14 | 29  | 38 | −9   | 34 | 12.    |
| 2001/02                      | Divize D                                      | 4      | 30 | 8  | 10    | 12 | 24  | 41 | −17  | 34 | 12.    |
| 2002/03                      | Divize C                                      | 4      | 30 | 5  | 3     | 22 | 21  | 72 | −51  | 18 | 16.    |
| 2003/04                      | Přebor Pardubického kraje                     | 5      | 26 | 8  | 7     | 11 | 45  | 43 | +2   | 31 | 11.    |
| 2004/05                      | Přebor Pardubického kraje                     | 5      | 26 | 14 | 6     | 6  | 35  | 20 | +15  | 48 | 1.     |
| 2005/06                      | Divize C                                      | 4      | 30 | 2  | 7     | 21 | 24  | 72 | −48  | 13 | 16.    |
| 2006/07                      | Přebor Pardubického kraje                     | 5      | 30 | 10 | 10    | 10 | 34  | 33 | +1   | 40 | 6.     |
| 2007/08                      | Přebor Pardubického kraje                     | 5      | 30 | 15 | 6     | 9  | 53  | 37 | +16  | 51 | 3.     |
| 2008/09                      | Přebor Pardubického kraje                     | 5      | 30 | 16 | 8     | 6  | 56  | 30 | +26  | 56 | 2.     |
| 2009/10                      | Přebor Pardubického kraje                     | 5      | 30 | 18 | 6     | 6  | 56  | 33 | +23  | 60 | 2.     |
| 2010/11                      | Přebor Pardubického kraje                     | 5      | 30 | 13 | 7     | 10 | 51  | 39 | +12  | 46 | 4.     |
| 2011/12                      | Přebor Pardubického kraje                     | 5      | 30 | 18 | 5     | 7  | 46  | 26 | +20  | 59 | 2.     |
| 2012/13                      | Divize C                                      | 4      | 30 | 14 | 5     | 11 | 62  | 55 | +7   | 47 | 5.     |
| 2013/14                      | Divize C                                      | 4      | 30 | 10 | 4     | 16 | 53  | 66 | −13  | 34 | 14.    |
| 2014/15                      | Přebor Pardubického kraje                     | 5      | 30 | 14 | 5     | 11 | 67  | 47 | +20  | 50 | 8.     |
| 2015/16                      | Přebor Pardubického kraje                     | 5      | 30 | 17 | 2 / 3 | 8  | 82  | 48 | +34  | 58 | 5.     |
| 2016/17                      | Přebor Pardubického kraje                     | 5      | 30 | 13 | 2 / 2 | 13 | 61  | 60 | +1   | 45 | 8.     |
| 2017/18                      | Přebor Pardubického kraje                     | 5      | 30 | 12 | 4 / 3 | 11 | 46  | 43 | +3   | 47 | 7.     |
| 2018/19                      | Přebor Pardubického kraje                     | 5      | 30 | 14 | 6 / 2 | 8  | 55  | 48 | +7   | 56 | 6.     |
| 2019/20                      | Přebor Pardubického kraje                     | 5      | 16 | 6  | 2 / 1 | 7  | 38  | 26 | +12  | 23 | 10.    |
| 2020/21                      | Přebor Pardubického kraje                     | 5      | 10 | 5  | 0     | 5  | 17  | 23 | −6   | 15 | 7.     |
| 2021/22                      | Přebor Pardubického kraje                     | 5      | 30 | 17 | 6     | 7  | 68  | 43 | +25  | 57 | 3.     |
| 2022/23                      | Přebor Pardubického kraje                     | 5      | 30 | 17 | 5     | 8  | 71  | 37 | +8   | 56 | 4.     |
| 2023/24                      | Přebor Pardubického kraje                     | 5      | 30 | 19 | 6     | 5  | 63  | 34 | +29  | 63 | 3.     |
| 2024/25                      | Přebor Pardubického kraje                     | 5      | 30 | 23 | 2     | 5  | 99  | 23 | +76  | 71 | 1.     |

Poznámky:
- 1990/91: Po sezoně došlo k reorganizaci nižších soutěží (návrat žup, rušení krajů).
- 1993/94: Do konce této sezony byly za vítězství udělovány 2 body.
- 1994/95: Od začátku této sezony jsou za vítězství udělovány 3 body.
- 2001/02: Po sezoně došlo k reorganizaci nižších soutěží (návrat krajů, rušení žup).
- 2011/12: Postoupilo taktéž vítězné mužstvo SK Holice.[17]
- 2015/16: Od sezony 2015/16 do sezony 2019/20 se hrálo v Pardubickém kraji tímto způsobem: Pokud zápas skončil nerozhodně, kopal se penaltový rozstřel. Jeho vítěz bral 2 body, poražený pak jeden bod. Za výhru po 90 minutách byly 3 body, za prohru po 90 minutách nebyl žádný bod.
- 2019/20 a 2020/21: Tyto sezony byly předčasně ukončeny z důvodu pandemie covidu-19 v Česku.

## Soupiska hráčů a realizačního týmu TJ Svitavy
sezóna 2024 - 2025
brankář: Tomáš Cabal, Tomáš Jílek

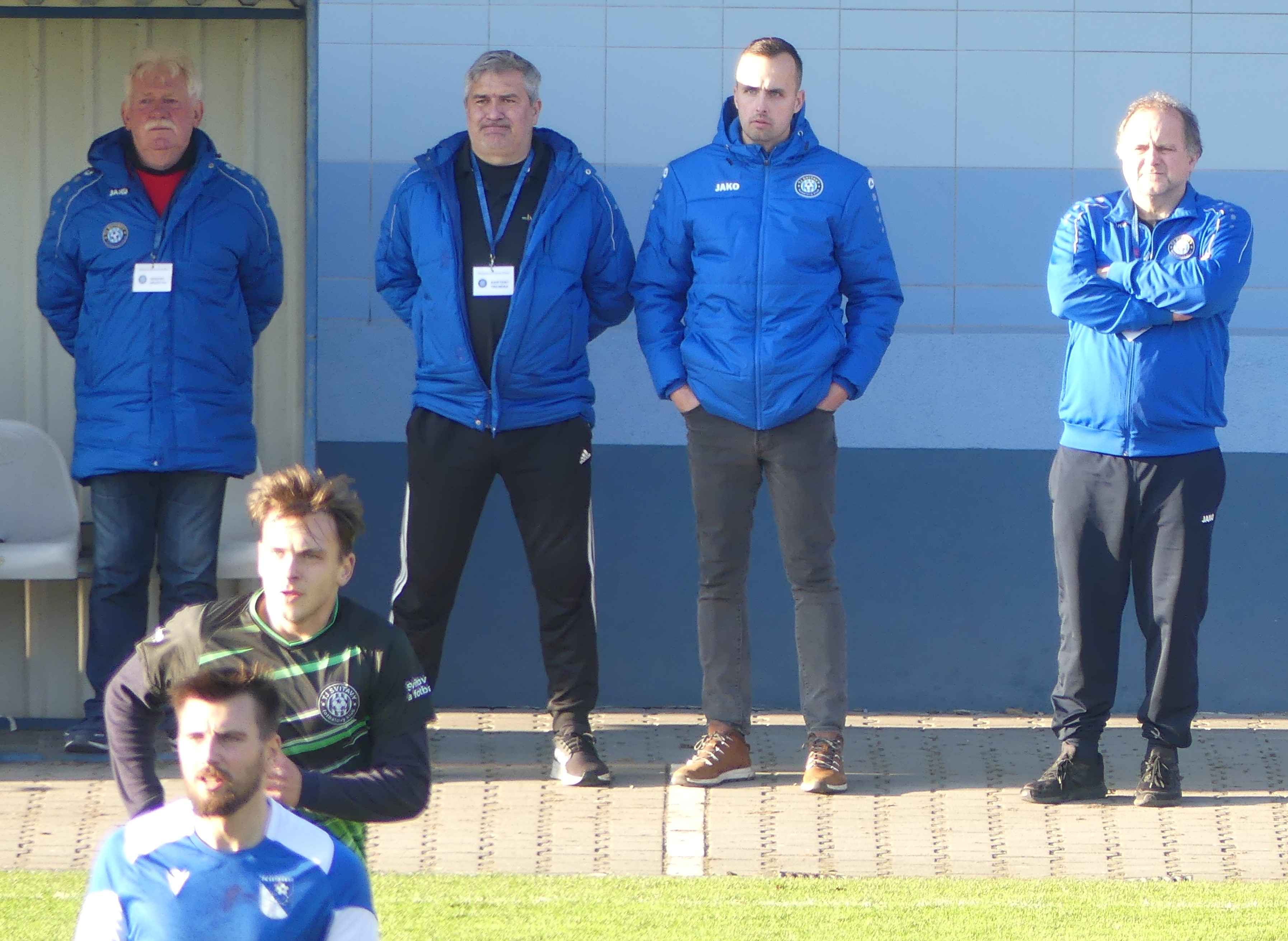
Realizační tým fotbalového týmu TJ Svitavy.

hráči: Michal Čížek, Jiří Tůma, Jakub Chlup, Petr Škeřík, Jan Palatka, Milan Králíček, Samuel Zoicas, Filip Čížek, Tomáš Jirsák, Josef Jireček, Michal Horák, Matěj Češka, Michal Brázda, Patrik Hýbl, Jiří Paclík, Jakub Novák, Dominik Svoboda, Miloslav Ovad, Vít Ehrenberger, Sebastian Urban, Roman Kuda, Vojtěch Havlát
Trenér: Roman Pražák
Asistenti: Milan Janko, Stanislav Tůma
Vedoucí družstva: Oldřich Palla
Lékař/zdravotník: Jakub Karlík

## TJ Svitavy „B“

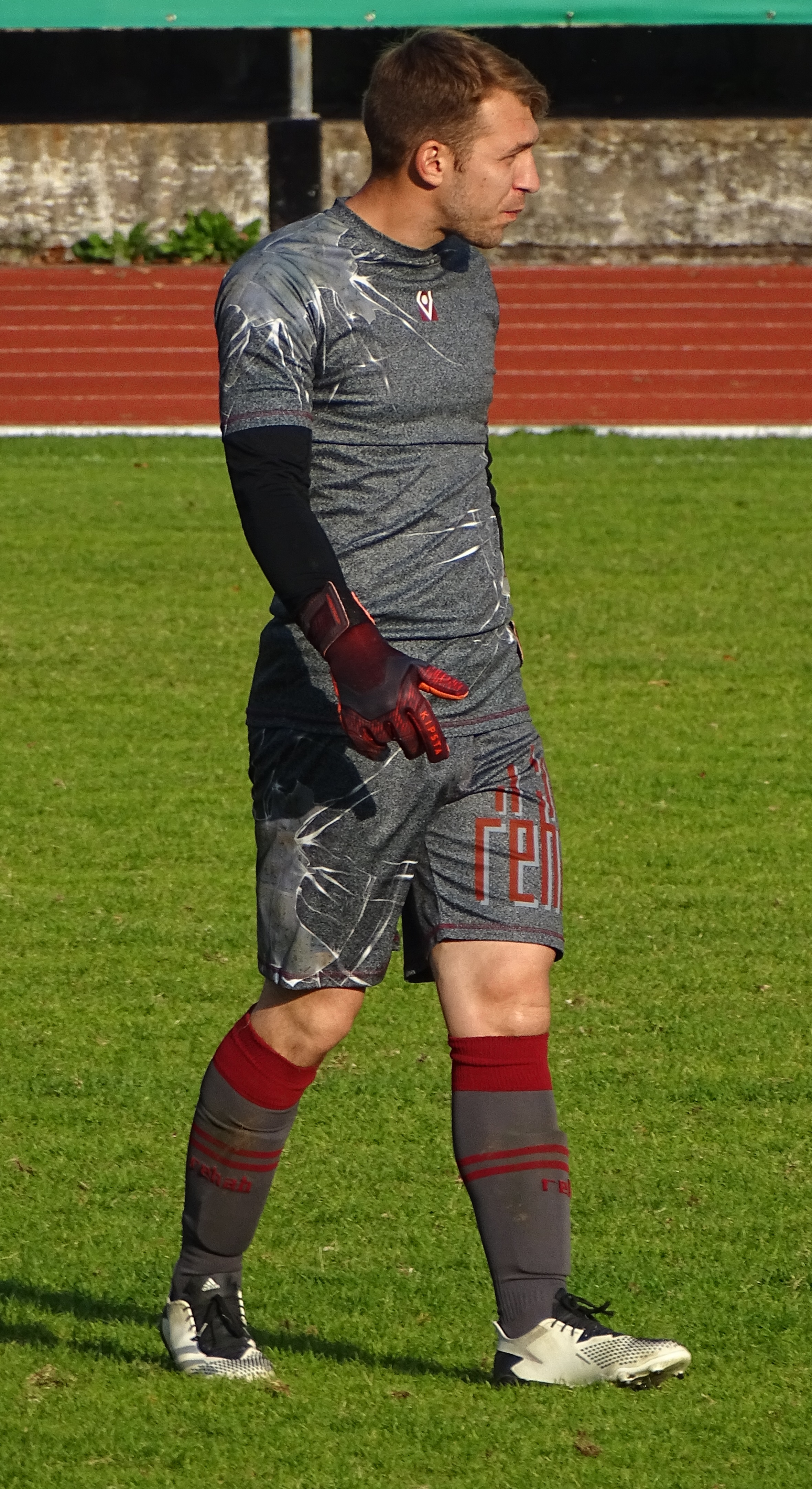
Ťapaják Rastislav, brankář týmu TJ Svitavy B (r. 2021)

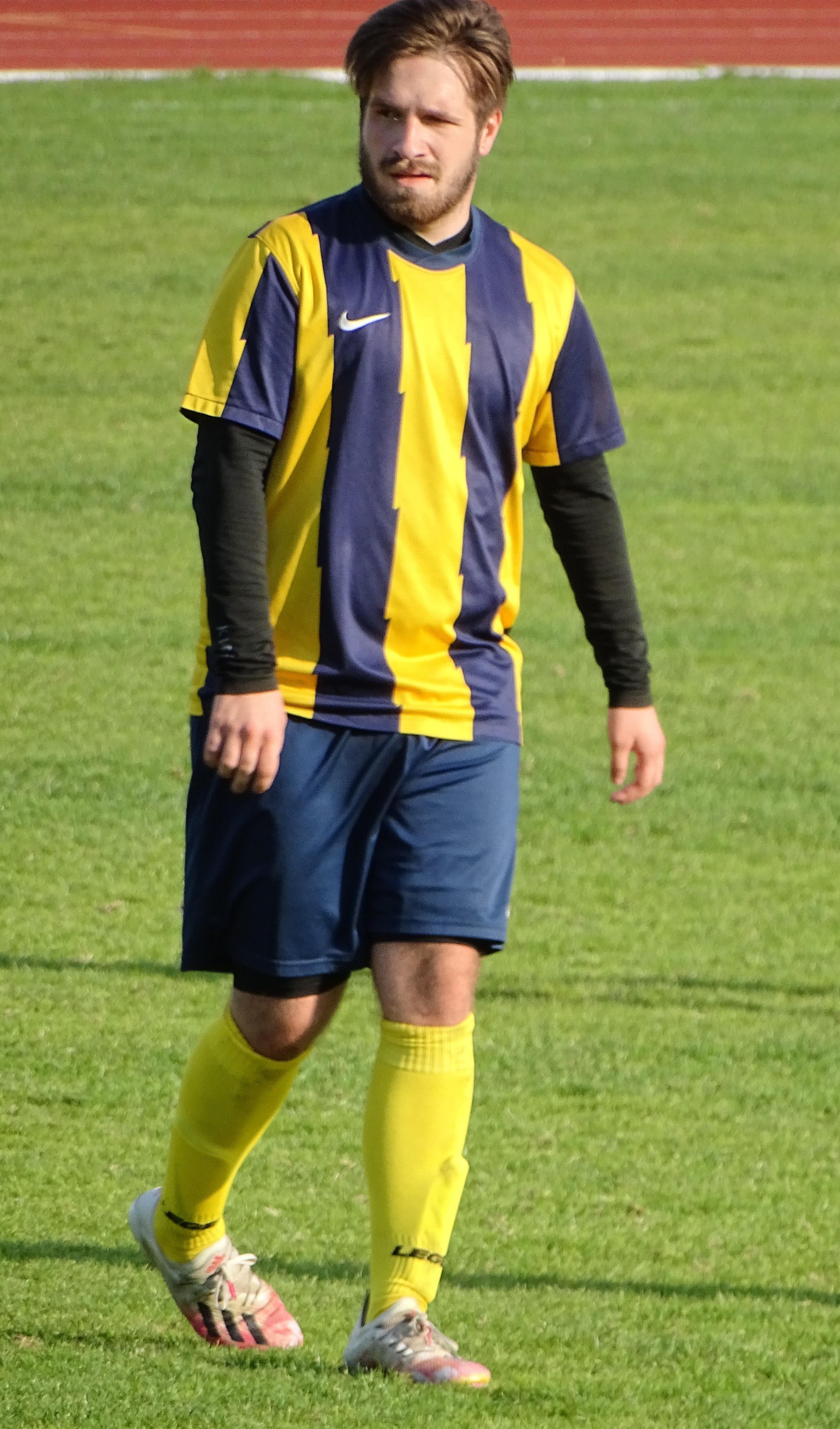
Samek Lukáš, hráč týmu TJ Svitavy B (r. 2021)

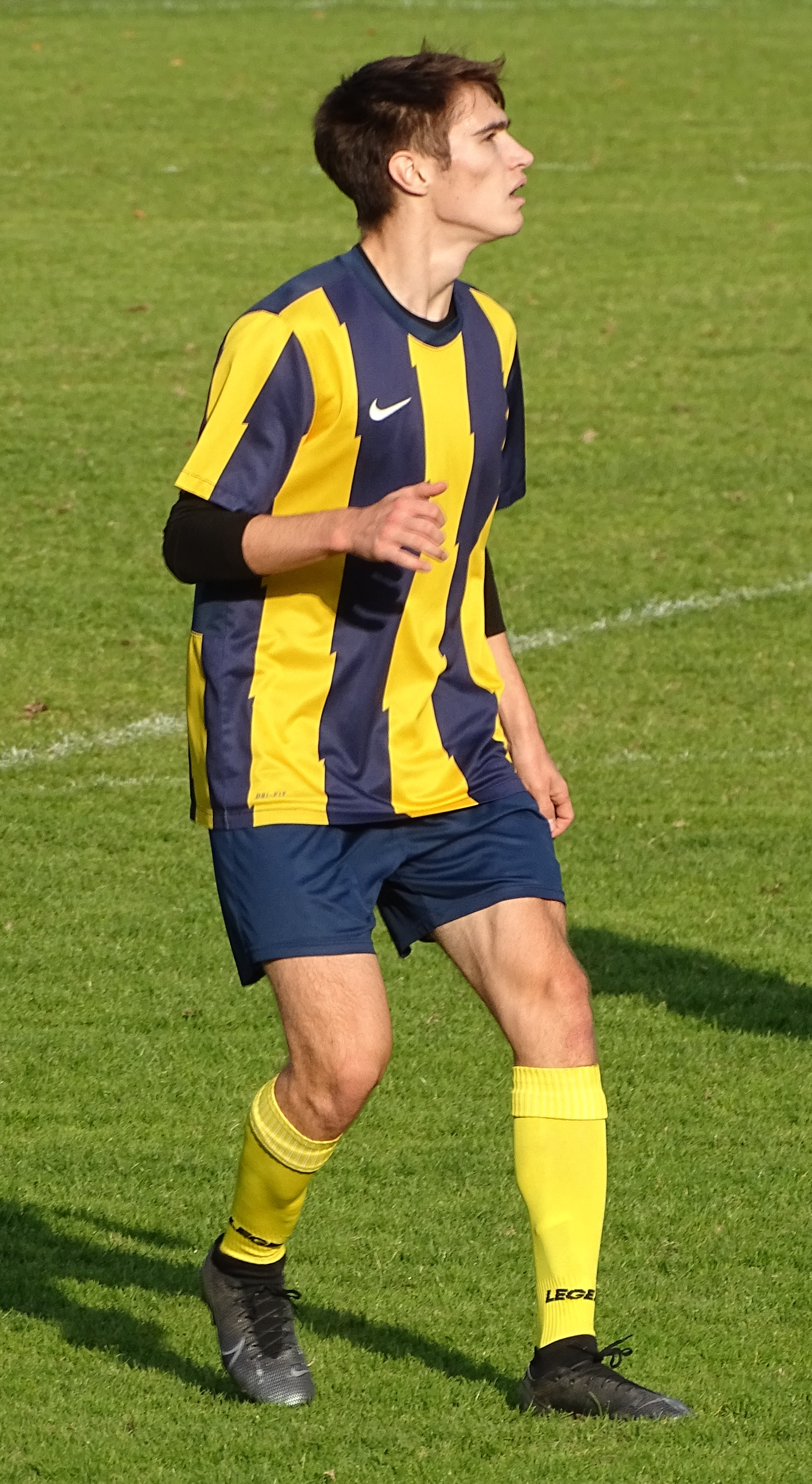
Pikovský Kristián, hráč týmu TJ Svitavy B (r. 2021)

Tělovýchovná jednota Svitavy „B“ je rezervním týmem Svitav, který se pohybuje na krajské úrovni. Od sezony 2016/17 hraje I. A třídu Pardubického kraje (6. nejvyšší soutěž).

### Umístění v jednotlivých sezonách
Legenda: Z – zápasy, V – výhry, R – remízy, P – porážky, VG – vstřelené góly, OG – obdržené góly, +/− – rozdíl skóre, B – body, červené podbarvení – sestup, zelené podbarvení – postup, fialové podbarvení – reogranizace, změna skupiny či soutěže
| Československo (1981 – 1993) |                                         |        |    |    |       |    |    |    |     |    |        |
| Sezóny                       | Liga                                    | Úroveň | Z  | V  | R     | P  | VG | OG | +/− | B  | Pozice |
| 1981/82                      | Okresní přebor Svitavska                | 8      | 26 | 11 | 4     | 11 | 38 | 42 | −4  | 26 | 10.    |
| 1982/83                      | Okresní přebor Svitavska                | 8      | 26 | 11 | 4     | 11 | 43 | 39 | +4  | 26 | 8.     |
| ...                          |                                         |        |    |    |       |    |    |    |     |    |        |
| 1986/87                      | Okresní přebor Svitavska                | 8      | 26 | 12 | 5     | 9  | 57 | 46 | +11 | 29 | 3.     |
| 1987/88                      | Okresní přebor Svitavska                | 8      | 26 | 19 | 3     | 4  | 58 | 24 | +34 | 41 | 1.     |
| ...                          |                                         |        |    |    |       |    |    |    |     |    |        |
| 1992/93                      | I. B třída Hanácké župy – sk. B         | 7      | 26 | 8  | 3     | 15 | 41 | 45 | −4  | 19 | 13.    |
| Česko (1993 – )              |                                         |        |    |    |       |    |    |    |     |    |        |
| Sezóna                       | Liga                                    | Úroveň | Z  | V  | R     | P  | VG | OG | +/− | B  | Pozice |
| 1993/94                      | I. B třída Jihomoravské župy – sk. D    | 7      | 26 | 11 | 5     | 10 | 38 | 41 | −3  | 27 | 7.     |
| 1994/95                      | I. B třída Jihomoravské župy – sk. D    | 7      | 26 | 8  | 5     | 13 | 35 | 57 | −22 | 29 | 11.    |
| 1995/96                      | I. B třída Jihomoravské župy – sk. B    | 7      | 26 | 6  | 4     | 16 | 29 | 42 | −13 | 22 | 13.    |
| ...                          |                                         |        |    |    |       |    |    |    |     |    |        |
| 1999/00                      | I. B třída Východočeské oblasti – sk. C | 7      | 26 | 17 | 4     | 5  | 55 | 28 | +27 | 55 | 2.     |
| ...                          |                                         |        |    |    |       |    |    |    |     |    |        |
| 2003/04                      | I. A třída Pardubického kraje           | 6      | 26 | 10 | 5     | 11 | 31 | 40 | −9  | 35 | 7.     |
| 2004/05                      | I. A třída Pardubického kraje           | 6      | 26 | 7  | 9     | 10 | 44 | 41 | +3  | 30 | 11.    |
| 2005/06                      | I. A třída Pardubického kraje           | 6      | 26 | 6  | 8     | 12 | 24 | 39 | −15 | 26 | 13.    |
| 2006/07                      | I. B třída Pardubického kraje – sk. B   | 7      | 26 | 11 | 5     | 10 | 29 | 28 | +1  | 38 | 6.     |
| 2007/08                      | I. B třída Pardubického kraje – sk. B   | 7      | 26 | 11 | 8     | 7  | 46 | 39 | +7  | 41 | 3.     |
| 2008/09                      | I. B třída Pardubického kraje – sk. B   | 7      | 26 | 8  | 9     | 9  | 27 | 40 | −13 | 33 | 10.    |
| 2009/10                      | I. B třída Pardubického kraje – sk. B   | 7      | 26 | 13 | 4     | 9  | 53 | 33 | +20 | 43 | 3.     |
| 2010/11                      | I. B třída Pardubického kraje – sk. B   | 7      | 26 | 11 | 3     | 12 | 43 | 47 | −4  | 36 | 7.     |
| 2011/12                      | I. B třída Pardubického kraje – sk. B   | 7      | 26 | 17 | 2     | 7  | 70 | 36 | +34 | 53 | 2.     |
| 2012/13                      | I. A třída Pardubického kraje           | 6      | 26 | 12 | 7     | 7  | 54 | 42 | +12 | 43 | 6.     |
| 2013/14                      | Přebor Pardubického kraje               | 5      | 30 | 10 | 5     | 15 | 46 | 62 | −16 | 35 | 10.    |
| 2014/15                      | I. A třída Pardubického kraje           | 6      | 26 | 7  | 7     | 12 | 31 | 52 | −21 | 28 | 12.    |
| 2015/16                      | I. B třída Pardubického kraje – sk. B   | 7      | 26 | 16 | 2 / 1 | 7  | 68 | 25 | +43 | 53 | 1.     |
| 2016/17                      | I. A třída Pardubického kraje           | 6      | 26 | 11 | 2 / 3 | 10 | 46 | 45 | +1  | 40 | 8.     |
| 2017/18                      | I. A třída Pardubického kraje           | 6      | 26 | 10 | 2 / 1 | 13 | 41 | 47 | −6  | 35 | 9.     |
| 2018/19                      | I. A třída Pardubického kraje           | 6      | 26 | 11 | 3 / 1 | 11 | 47 | 50 | −3  | 40 | 7.     |
| 2019/20                      | I. A třída Pardubického kraje           | 6      | 13 | 3  | 3 / 1 | 6  | 15 | 21 | −6  | 16 | 10.    |
| 2020/21                      | I. A třída Pardubického kraje           | 6      | 10 | 4  | 1 / 0 | 5  | 18 | 14 | +4  | 14 | 8.     |
| 2021/22                      | I. A třída Pardubického kraje           | 6      | 26 | 7  | 7     | 12 | 39 | 51 | −12 | 28 | 10.    |
| 2022/23                      | I. A třída Pardubického kraje           | 6      | 26 | 12 | 5     | 9  | 55 | 55 | 0   | 41 | 6.     |
| 2023/24                      | I. A třída Pardubického kraje           | 6      | 26 | 8  | 5     | 13 | 40 | 55 | -15 | 29 | 11.    |
| 2024/25                      | I. A třída Pardubického kraje           | 6      | 26 | 12 | 8     | 6  | 51 | 33 | +18 | 44 | 4.     |

Poznámky:
- 1993/94: Do konce této sezony byly za vítězství udělovány 2 body.
- 1994/95: Od začátku této sezony jsou za vítězství udělovány 3 body.
- 2011/12: Postoupilo taktéž vítězné mužstvo TJ Sokol Libchavy.[25]
- 2012/13: Postoupila taktéž mužstva SK Pardubičky (2. místo), FK Jiskra Heřmanův Městec (4. místo) a FK OEZ Letohrad „B“ (8. místo).[25]
- 2013/14: Vynucený sestup z důvodu pádu „A“ mužstva do stejné soutěže.
- 2015/16: Od sezony 2015/16 se hraje v Pardubickém kraji tímto způsobem: Pokud zápas skončí nerozhodně, kope se penaltový rozstřel. Jeho vítěz bere 2 body, poražený pak jeden bod. Za výhru po 90 minutách jsou 3 body, za prohru po 90 minutách není žádný bod.
- 2019/20 a 2020/21: Tyto sezony byly předčasně ukončeny z důvodu pandemie covidu-19 v Česku.